# Alces
Alces is een geslacht van zoogdieren uit de familie van de hertachtigen. 

## Soorten
In de wetenschappelijke literatuur is er discussie over de vraag of het geslacht meer dan een soort omvat. Sommige bronnen hebben het over twee soorten:
- Alces alces (Linnaeus, 1758) – Eland
- Alces americanus (Clinton, 1822)

Andere bronnen beschouwen beide soorten als ondersoort, respectievelijk Alces alces alces en Alces alces americanus, van Alces alces. Er bestaan daarnaast hybriden, of bastaarden, van de twee (onder)soorten.

### Areaal

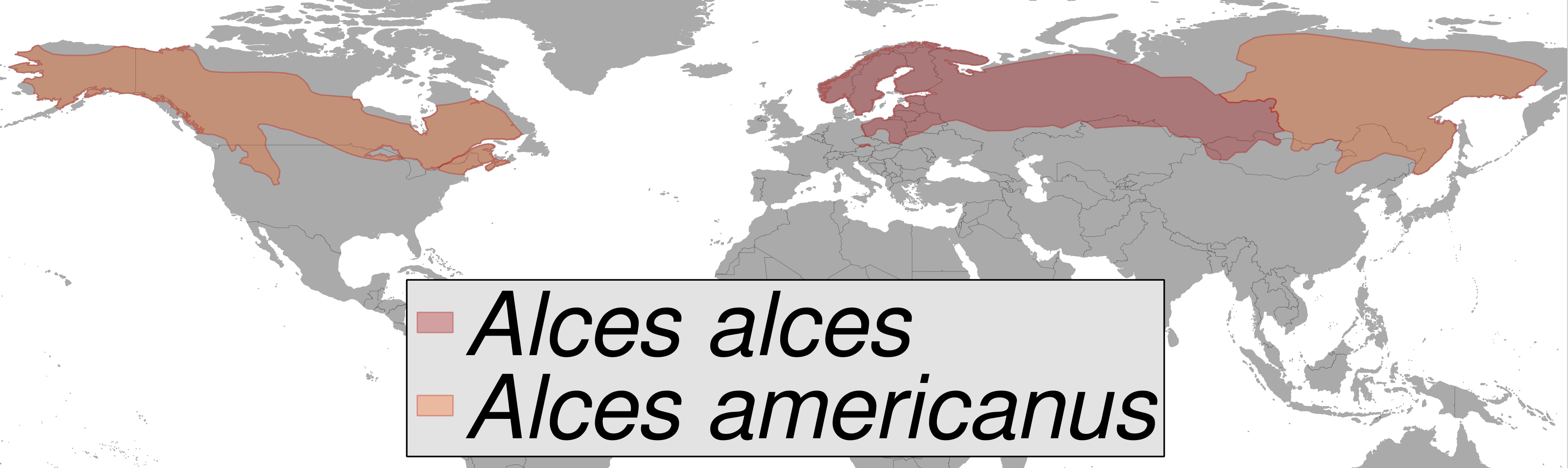

1. 1 2  (en)  IUCN. Alces alces.
2. 1 2  (en)  IUCN. Alces americanus. Gearchiveerd op 8 mei 2016.